# Primaire du Mouvement 5 étoiles de 2021
Une primaire du Mouvement 5 étoiles a lieu en Italie le 6 août 2021 afin de désigner le nouveau chef de ce parti politique.

## Principaux candidats
| Photo | Nom | Nom                    | Carrière                                         |
| ----- | --- | ---------------------- | ------------------------------------------------ |
|       |     | Giuseppe Conte (1964-) | - Président du Conseil des ministres (2018-2021) |

## Résultats
| Candidats | Candidats      | Voix   | %     |
| --------- | -------------- | ------ | ----- |
|           | Giuseppe Conte | 62 242 | 92,81 |
|           | Contre         | 4 822  | 7,19  |
|           |                |        |       |
| Total     | Total          | 67 064 | 100   |